# 私立さくらんぼ小学校
私立さくらんぼ小学校（しりつさくらんぼしょうがっこう）とは、同人アダルトゲームブランドである。さく小と略される。
主要スタッフ構成を同じくする同人サークル赤ちゃん倶楽部、同人/商業ブランド苺みるく、左記商業ブランドの合名会社スタジオミルク、巨乳少女専門サークル私立さくらんぼ乳学校についても合わせて説明する。

## 概略
シナリオライター苦魔鬼轟丸と原画みそおでんで知られるゲームブランドである。苦魔鬼轟丸は自身をロリコンであると公言しており、本ブランドもロリ系ブランドとして知られる。一方、産経新聞ではアダルト系美少女アニメサイトとして紹介されているが、それは誤りである。
商業作品においてはソフ倫規定に従い、18歳未満である旨が特定可能な記述は避けており、年齢も明記されていない。また、『奥さまは○学生』以降は以前の作品のリニューアルDVD版なども含む同人作品においては、同人ショップに配慮して、パッケージや公式サイトでの年齢告知を控えている。作中では、同人作品では年齢が明記されることが多く、商業作品を含めても、身長130cm台、体重20kg台後半、5年生や6年生、ランドセルなどの低年齢を想起させる要素を多用しており、裸エプロンならぬ裸ランドセルは同ブランドの定番シチュエーションとなっている。他、聖水も多用される。また、『たんぽぽ 〜Everything Nice〜』のようにショタ要素を含む作品も一部存在する。『フレンズ -Child Flower-』のDLsite.com版などのようにダウンロード販売されている作品のうち、一部の作品は一部のダウンロード販売サイトの倫理規定に抵触していることから、表現変更版として内容を変えて発売されているものもある。
『たんぽぽ 〜Everything Nice〜』までの作品では子供達の日常を描くジュブナイル路線を採用していたが、『おれのなつやすみ』で世間の流行に乗ってエロ萌え路線を採用する。エロ萌え路線では他メーカーとの差別化ができない、さく小が作る意味がないと考えるものの、『おれのなつやすみ』が売れてしまったため、経済的余裕がないとなかなかジュブナイル路線に戻ることはできないとして、『こどもみるくぱふぇ』以降は女の子視点の採用などの要素を盛り込んだロリータ路線を採用、現在に至っている。後続作品の中には『少女と世界とお菓子の剣 〜Route of AYANO〜』のように、ジュブナイル路線を取り入れた作品も一部存在する。
初期の作品には独自エンジンAkane4やransel（ランドセル）を使用していたが、『おれのなつやすみ2』以降は汎用エンジンである吉里吉里を多用しており、リニューアル版として発売する作品においても吉里吉里で組み直した作品が見られる。なお、シナリオエンジンにranselを使っている頃のゲーム起動用実行ファイル名はransel.exeであり、EXEアイコンもランドセルの絵柄となっている。

## 沿革
同人ソフトサークル「赤ちゃん倶楽部」（あかちゃんくらぶ）が前身、2000年に法人化して合名会社スタジオミルクの商業ブランドとなる。某所から「ブランド名に『赤ちゃん』の言葉を含めるのがまずい」と通達がある等の諸事情から2002年にブランド「苺みるく」（いちごみるく）と改めるが、同2002年に発売された2作品以降は商業活動を休止しており、以降は同人ブランド「私立さくらんぼ小学校」として活動を続け、現在に至る。

## ロゴ
同ブランド製品のオープニング時に、校章風の金縁スタイルで、円の中に私立さくらんぼ小学校の文字が描かれている。また、表示の際には女の子の声で同ブランド名が読み上げられる。

## 作品一覧
赤ちゃん倶楽部
- 性夢 〜おさないからだ〜（1997年12月29日）
- 性夢2 〜何時でもきみがすき〜（1998年3月29日）
- Close2U（同人版）

赤ちゃん倶楽部（商業ブランド）
- Close 2U 〜最後の夏休み〜（2000年6月16日）

苺みるく（商業ブランド）
- Close2U ファンディスク 鈴音たんとお風呂（2002年5月10日）
- たんぽぽ 〜Everything Nice〜（2002年7月26日）

私立さくらんぼ小学校
- おれのなつやすみシリーズ
  - おれのなつやすみ（2002年12月30日）
  - おれのなつやすみ番外編（2003年5月4日）
  - おれのなつやすみ2（2003年8月15日）
  - おれのなつやすみ DVD-BOX（2005年8月14日、上3作のリニューアルDVD-BOX版、『おれのなつやすみ2』以前の作品も吉里吉里で作り直している）
- こどもみるくぱふぇ（2003年12月30日）
  - 同リニューアルDVD版（2007年8月17日）
- 美香がんばる 〜おしえてえっちなお勉強〜（2004年5月9日）
  - 同リニューアルDVD版（2008年5月3日）
- フレンズ -Child Flower-（2004年8月15日）
- フレンズ2 -Child Fruit-（2004年12月30日）
- こどものひみつ（2005年12月30日）
- 奥さまは○学生（2006年8月13日）
- 放課後ニャンニャン倶楽部（2006年12月31日）
- スーパー調教師J 〜狙われた公園姉妹〜（2007年12月31日）
- 妹ペットシリーズ
  - 妹ペット 〜repure〜（2008年8月16日）
  - 妹ペット 〜premo〜（2008年12月29日）
  - 妹ペット 〜ピュアストーリーズ〜（2012年8月11日）
- 少女と世界とお菓子の剣シリーズ
  - 少女と世界とお菓子の剣 〜Route of AYANO〜（2009年8月15日）
  - 少女と世界とお菓子の剣 〜Route of NANA〜（2010年8月14日）
  - 少女と世界とお菓子の剣 〜Route of ICHIGO 1〜（2013年1月20日）
- いたずラブ ひと気のない公園で少女と愛を育もう（2009年12月30日）
- 椎子ラブ 薄暗い部屋の中で少女をモデルにエロゲー制作（2010年12月31日）
- 鍵っ子少女 陽射しの中のおるすばん（2011年8月13日）
- クロスオーバー こどものひみつ×放課後ニャンニャン倶楽部（2011年12月31日）
- 子作り練習授業 Love'sRightセックスしないと即死刑（2013年8月12日）
- 喪服ロリータ緊縛奇譚 美少女性奴隷調教（2014年8月17日）
- 公園いたずらシミュレータ ver.MAKO（2015年6月20日）
- 炉姦12 ～アリスたちの膣と感触～（2018年4月20日）

私立さくらんぼ乳学校
- 女子高生と和室 善明すみれ 巨乳少女悦虐の緊縛飼育（2013年3月16日）
- 淫獣の檻 女子高生廃工場監禁レイプ（2013年12月31日）

## 主なスタッフ
- 苦魔鬼轟丸（くまき とどろきまる）（企画、シナリオ、スクリプト、プログラム）

ロリータ作品を好む。
- みそおでん（原画、グラフィック）

おっぱい好きが高じて、「私立さくらんぼ乳小学校」のブランド立ち上げを行う。

## その他
2011年4月に山形県東根市に開校予定の小学校の名称が「東根市立さくらんぼ小学校」と、名称が類似していたために物議を醸していたが、東根市が撤回し「東根市立大森小学校」と変更した。